# Shivaree
Shivaree — американская альтернативная рок-группа, образованная в 1997 году. В состав входили Амброзия Парсли (Ambrosia Parsley, вокал), Дэнни Макгаф (Danny McGough, клавишные) и Дюк Маквинни (Duke McVinnie, гитара). Группа записала 4 альбома, продав около 500 000 экземпляров. Самая известная песня Shivaree — «Goodnight Moon» (Спокойной ночи, луна), выпущенная в 1999 году и прозвучавшая в сериале Бухта Доусона (Dawson’s Creek) и культовом фильме Убить Билла 2, в фильме «Мой парень псих», а также в финальных титрах французской комедийной драмы «Моник».

## История
Название группы происходит от французского термина «shivaree», что в примерном переводе означает шуточную серенаду новобрачным. Чаще всего выражение используется в окрестностях реки Миссисипи и к западу от неё.
Группа записала четыре полноценных альбома (с одним не получившим распространения в Северной Америке из-за разногласий в контракте), имевшие суммарный тираж около 500 тысяч копий. В своей работе они доверяли множеству других музыкантов и на концертах обычно выступали вместе с двумя или тремя своими соавторами. Группа использовала в своей музыке исконные южные мысли и образы, ссылаясь на влияние Уильяма Фолкнера. После разногласий в контракте с их предыдущей звукозаписывающей компанией казалось, что группа распадётся после второго альбома. Однако в результате позже выходит сингл и два студийных альбома.
Самая известная их песня, «Goodnight Moon» (Спокойной ночи, луна), стала отличительной чертой третьего и шестого сезонов телевизионного сериала Бухта Доусона (Dawson’s Creek), а также звучала в титрах фильма Квентина Тарантино Убить Билла. Фильм 2. Звучала она в финальной сцене и титрах французской романтической комедии Ni reprise ni échangée (в английском варианте Monique). Песня использована также в рекламе норвежского магазина одежды Cubus.

## Состав
- Амброзия Парсли — вокал
- Дэнни Макгаф — клавишные
- Дюк Маквинни — гитара

## Дискография

### Альбомы
- I Oughtta Give You a Shot in the Head for Making Me Live in this Dump (1999)
- Rough Dreams (2002) — не распространялся в США
- Who's Got Trouble? (2005)
- Tainted Love: Mating Calls and Fight Songs (2007) — альбом кавер-версий

### EPs
- Breach (EP — 2004)

### Синглы
- «Goodnight Moon» (1999)
- «Bossa Nova» (1999)
- «John 2/14» (2002)
- «I Close My Eyes» (2005)